# Langfeldsmühle

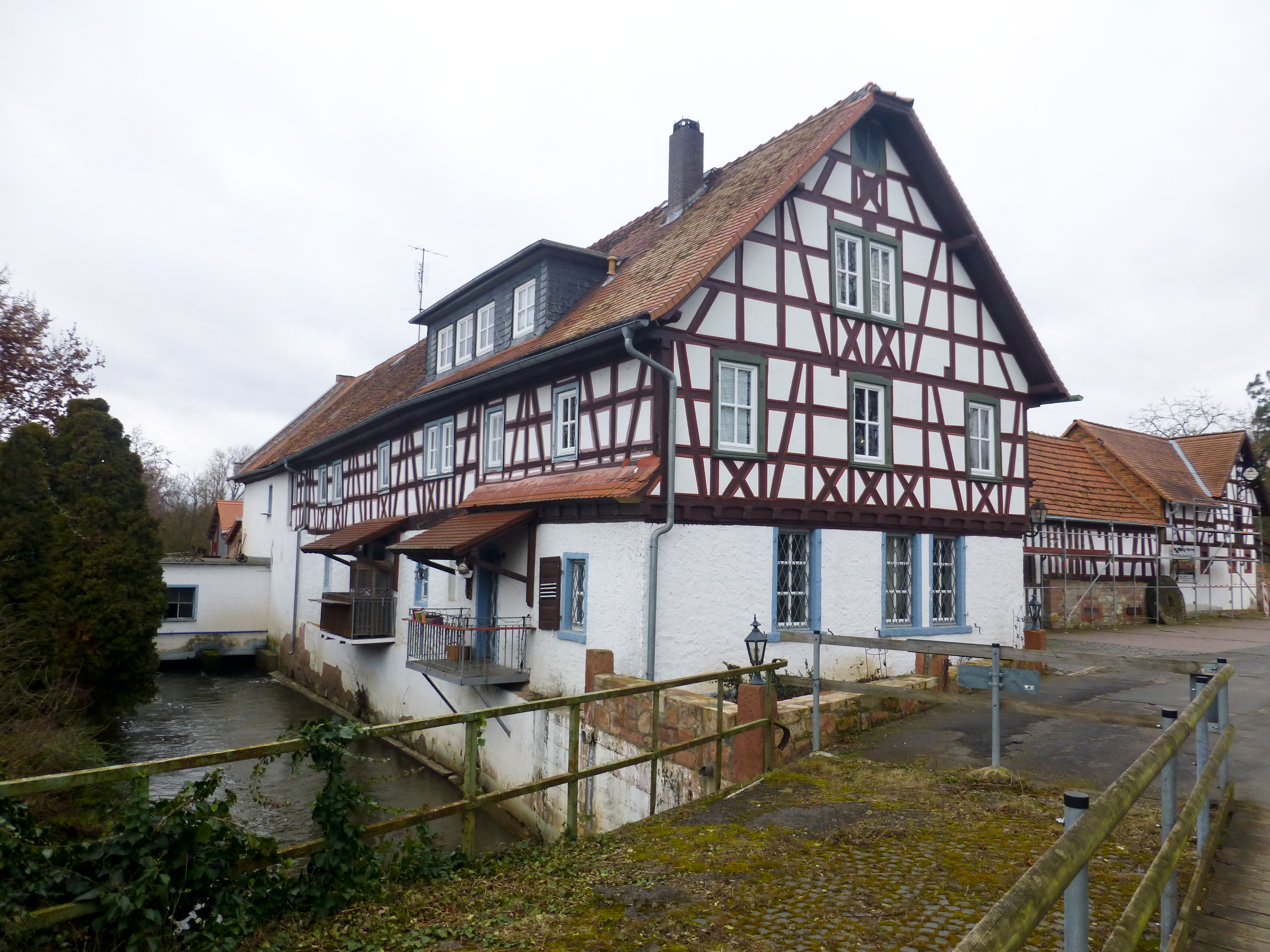
Langfeldsmühle

Die Langfeldsmühle ist eine historische Wassermühle im Babenhausener Stadtteil Hergershausen im südhessischen Landkreis Darmstadt-Dieburg. Sie wurde im 17. Jahrhundert errichtet und war bis in die 1970er Jahre in Betrieb. Seit 2013 wird sie als Gasthaus und Biergarten genutzt. Das Gebäude steht unter Denkmalschutz.

## Geschichte

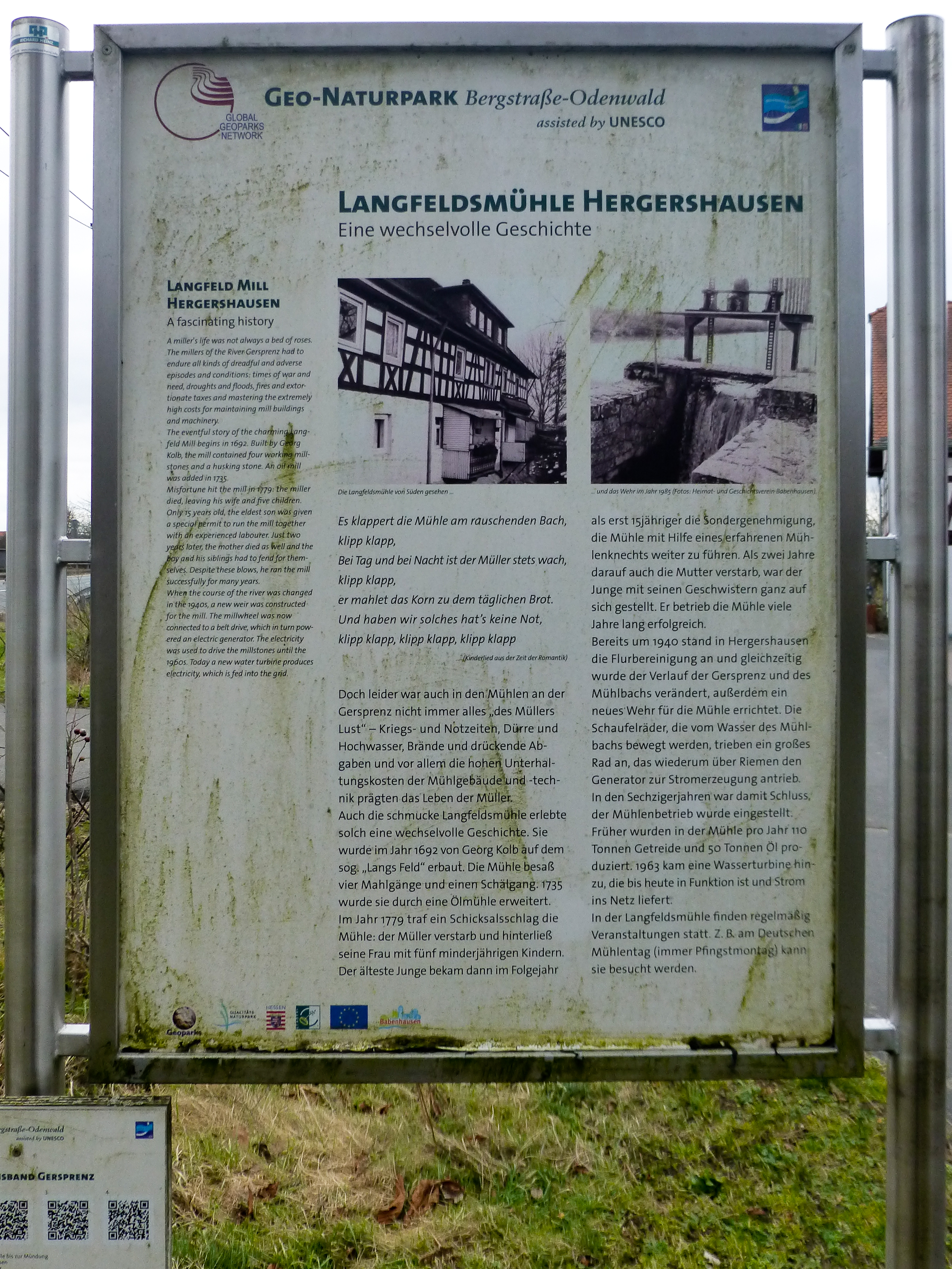
Informationstafel vor Ort

Die Langfeldsmühle wurde 1692 von Georg Kolb mit Genehmigung des regierenden Grafen Johann Reinhard III. der Grafschaft Hanau-Lichtenberg-Zweibrücken (für das Amt Babenhausen) erbaut. 1693 folgte die erste Erbleihe, 1718 erfolgte die lebenslange Verlängerung. Die Mühle blieb bis 1869 im Kolb’schen Besitz; 1735 wurde eine Ölmühle ergänzt, 1889 ein neues Wasserrad mit vier Mahlgängen sowie Schälgang installiert.
Nach 1970 endete der traditionelle Betrieb, jedoch wurde eine Wasserturbine zur Stromerzeugung installiert. Seit 2007 gehört das Anwesen Thomas Winter. Nach zweijähriger Renovierung durch Thomas Winter und seinen Vater Lothar Winter wurde die Mühle 2013 als Gasthaus mit Biergarten eröffnet. Winter veranstaltet seitdem regelmäßig auch Führungen beim Deutschen Mühlentag.
Die heutigen Gebäude stammen aus dem 18. bis erstem Drittel des 20. Jahrhunderts. Die technischen Anlagen sind noch zum großen Teil erhalten - die ehemals wichtige wirtschaftliche Bedeutung für das Umland lässt sich an der geschlossenen und gut erhaltenen Anlage noch heute ablesen. Die meisten Gebäude der als Vierseitanlage mit der Mühlenseite nach Süden zum Fluss ausgerichteten Mühle bestehen aus zwei Geschossen: das erste in Stein gesetzt, das zweite in Fachwerk und mit Satteldächern abgeschlossen.
Der hintere Teil des langgestreckten Wohngebäudes zeigt ein ungestörtes Fachwerk des 18. Jahrhunderts mit sehr starken Hölzern, geschosshohen Streben und Andreaskreuzen in den Brüstungsfeldern. Im Türsturz datiert 1765. Seine baukünstlerische Qualität ist besonders hervorzuheben.

## Umgebung
Die Langfeldsmühle liegt am Rande des Naturschutzgebietes Brackenbruch bei Hergershausen und ist über mehrere Wander- und Radwege gut erreichbar, darunter der überregionale Radweg entlang der Gersprenz.

## Film- und TV-Drehorte

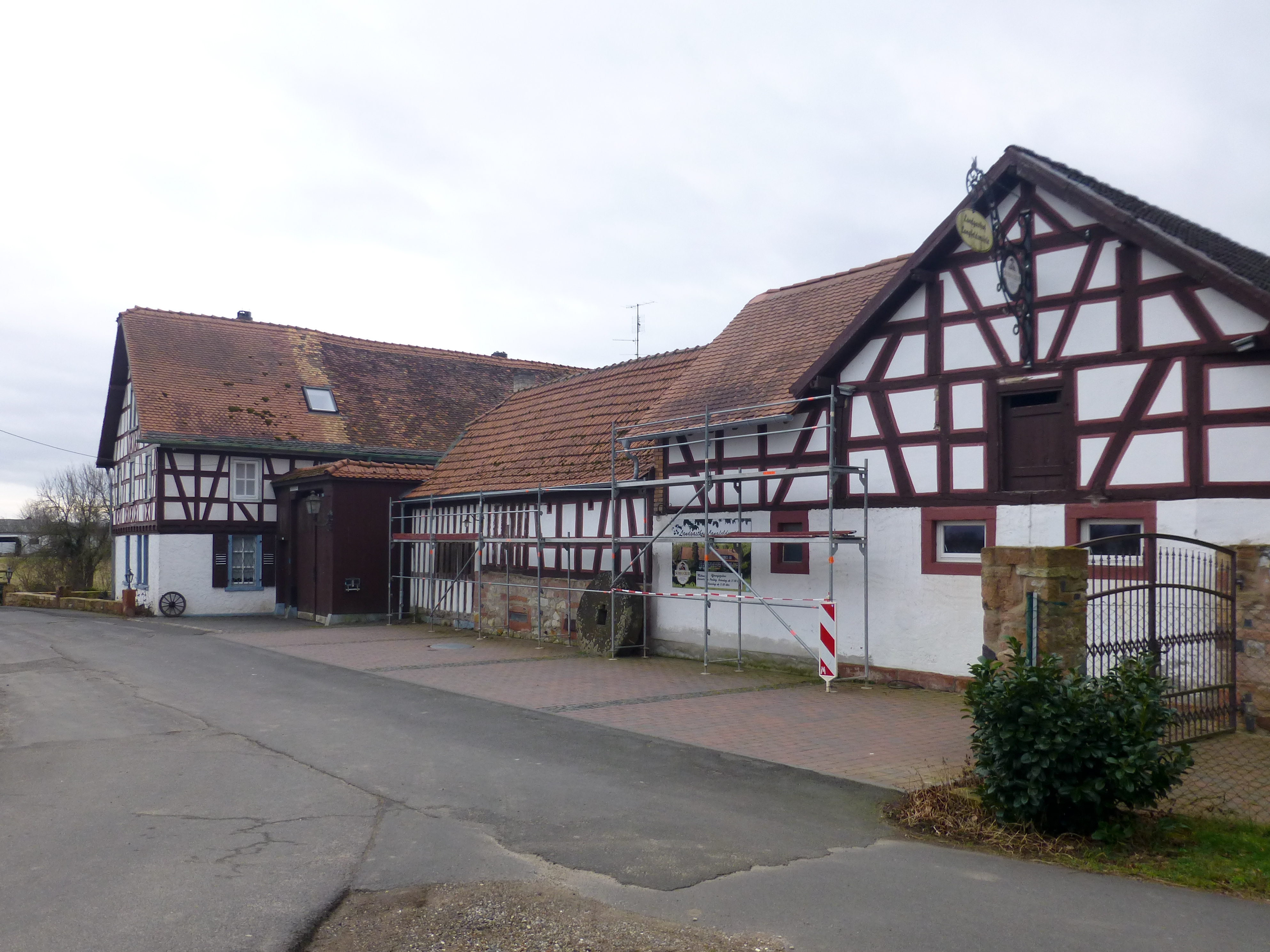
Front der Mühle

- „Wer Wind sät – Ein Taunuskrimi“ (2015). Die Langfeldsmühle diente als das fiktive Anwesen „Rabenhof“ im fünften Teil der ZDF-Reihe nach dem Roman von Nele Neuhaus: Wer Wind sät – Ein Taunuskrimi. Besitzer Thomas Winter tritt in einer kurzen Szene als Statist auf.

- Der Spielfilm Petting statt Pershing von Petra Lüschow (2018) spielt in der Provinz Hessens und begleitet die 17‑jährige Ursula Mayer, die sich in einem Dorf in den frühen 80er Jahren in ihren Lehrer Siegfried Grimm verliebt. Die Langfeldsmühle wurde bei Dreharbeiten im Raum Babenhausen als Kulisse genutzt.
- „Koch’s anders: Ali, Tobi und die Orangenlinsen am Lammrücken“ (2024). In dieser Folge aus der Serie „Koch’s anders“ treten der Sternekoch Ali Güngörmüs und hr-Moderator Tobias Kämmerer auf (Folge 9 der 6. Staffel, ausgestrahlt am 16. Juli 2024). Die Dreharbeiten fanden dazu sowohl im Hof als auch in der Gaststube nebst Küche statt.[4]